# Пурка (Нижегородская область)
Пурка — деревня в Павловском районе Нижегородской области, входит в состав Варежского сельсовета.

## География
Деревня расположена в 17 км к юго-западу от города Павлово и в 3 км к западу от центра поселения села Вареж.

## История
Деревня впервые упоминается в окладных книгах Рязанской епархии 1676 года, в ней было 22 двора крестьянских и 16 бобыльских.
В конце XIX — начале XX века деревня входила в состав Варежской волости Муромского уезда Владимирской губернии, с 1926 года — в составе Арефинской волости. В 1859 году в деревне числилось 43 дворов, в 1905 году — 80 дворов, в 1926 году — 142 двора. 
С 1929 года деревня являлась центром Пурковского сельсовета Павловского района Горьковского края, с 1931 года — в составе Варежского сельсовета, с 1936 года — в составе Горьковской области.

## Население
| 1859 | 1897 | 1905 | 1926 | 2002 | 2010 |
| ---- | ---- | ---- | ---- | ---- | ---- |
| 382  | ↗511 | ↗578 | ↗681 | ↘148 | ↘121 |